# Appelle
Appelle település Franciaországban, Tarn megyében. Lakosainak száma 69 fő (2022. január 1.). Appelle Bertre, Lacroisille és Puylaurens községekkel határos.

## Népesség
A település népességének változása:
| Lakosok száma | 69   | 69   | 72   | 72   | 71   | 73   | 74   | 72   | 69   |
|               | 2013 | 2015 | 2016 | 2017 | 2018 | 2019 | 2020 | 2021 | 2022 |